# Географічний полюс

Географі́чний по́люс (також заст. бігу́н) — точка, в якій вісь обертання Землі перетинається з поверхнею Землі. Є два географічні полюси: північний полюс — розташований в Арктиці і південний полюс — в Антарктиці.
У географічних полюсах сходяться всі меридіани, тому географічні полюси не мають довготи. Північний полюс має широту 90 ° пн. ш., південний полюс має широту 90 ° пд. ш.
На географічних полюсах відсутні сторони світу. На полюсах немає добової зміни дня і ночі, оскільки полюси не беруть участь в добовому обертанні Землі. Тут пів року триває полярний день (влітку) і пів року — полярна ніч (взимку).
На географічному полюсі висота Сонця над горизонтом не перевищує 23,5°, через що сонячне проміння ніби ковзає по поверхні, слабко нагріваючи її. Цим спричинені дуже низькі температури на полюсах протягом усього року.
Розташування географічних полюсів змінюється, оскільки переміщається вісь обертання Землі.